# Dave Greszczyszyn
Dave Greszczyszyn (Brampton, 18 september 1979) is een Canadees skeletonracer.

## Carrière
Greszczyszyn maakte zijn wereldbeker-debuut in het seizoen 2013/14 en bleef tot het seizoen 2018/19 actief. Het seizoen erop zette hij een stap terug en was actief in de Intercontinental Cup. Zijn beste resultaat in de wereldbeker is een 8e plaats.
Sinds 2015 neemt hij deel aan de wereldkampioenschappen met als beste individuele resultaat een 10e plaats in 2017. Hij won zilver in de landenwedstrijd in 2019 en nog eens zilver in de eerste editie van gemengd team samen met Jane Channell.
Hij nam in 2018 deel aan de Olympische Winterspelen waar hij een 21e plaats behaalde.

## Resultaten

### Olympische Spelen
| Jaar | Plaats      | Resultaat |
| ---- | ----------- | --------- |
| 2018 | Pyeongchang | 21e       |

### Wereldkampioenschappen
| Jaar | Plaats     | Resultaat                          |
| ---- | ---------- | ---------------------------------- |
| 2015 | Winterberg | 11e Individueel 4e Landenwedstrijd |
| 2016 | Igls       | 14 Individueel 5e Landenwedstrijd  |
| 2017 | Königssee  | 10e Individueel 8e Landenwedstrijd |
| 2019 | Whistler   | 11e Individueel · Landenwedstrijd  |
| 2020 | Altenberg  | 23e Individueel · Gemengd team     |

### Wereldbeker
| Eindklasseringen \| Seizoen \| Rang \| \| --------- \| ---- \| \| 2013/2014 \| 22e \| \| 2014/2015 \| 9e \| \| 2015/2016 \| 8e \| \| 2016/2017 \| 15e \| \| 2017/2018 \| 11e \| \| 2018/2019 \| 8e \| |      |
| Seizoen | Rang |
| 2013/2014 | 22e  |
| 2014/2015 | 9e   |
| 2015/2016 | 8e   |
| 2016/2017 | 15e  |
| 2017/2018 | 11e  |
| 2018/2019 | 8e   |